# Арменци (вестник)
Вижте пояснителната страница за други значения на Арменци.
„Арменци“ е двуседмично издание на арменците в България.
Седалището на вестника е ул. „Д-р Нидер“ 4, Бургас. Издател и главен редактор на вестника е Кеворк Сарафян.
Основна тематика: културна, малцинствена, историческа. Разпространява се безплатно.